# Пламенщики
Пламенщики, или жёлтые кандили, или фламмео, или неонифоны (лат. Neoniphon), — род лучепёрых рыб из семейства голоцентровых.

## Внешний вид и строение
Внешний вид типичен для голоцентровых: большие глаза и острое рыло, силуэт стройный. Цвет часто красный с белесыми пятнами или участками и / или тёмными точками и линиями, но некоторые виды в основном серебристые или с жёлтыми линиями на боках. Максимальный размер от 18 до 35 см.

## Распространение и среда обитания
Представители рода распространены в тропических областях Индо-Тихоокеанской области, за исключением Neoniphon marianus, который распространён в тропических водах западной части Атлантического океана и в Карибском бассейне.
Обитают на коралловых рифах.

## Классификация
В состав рода включают 6 видов:
- Neoniphon argenteus (Valenciennes, 1831) — Серебристый пламенщик
- Neoniphon aurolineatus (F. Liénard (fr), 1839) — Желтополосый кандиль
- Neoniphon marianus (Cuvier, 1829) — Пламенщик-мариан, или кандиль-мариан
- Neoniphon opercularis (Valenciennes, 1831) — Чернопёрый пламенщик
- Neoniphon pencei Copus, Pyle & Earle, 2015
- Neoniphon sammara (Forsskål, 1775) — Пятнистый пламенщик

## Иллюстрации

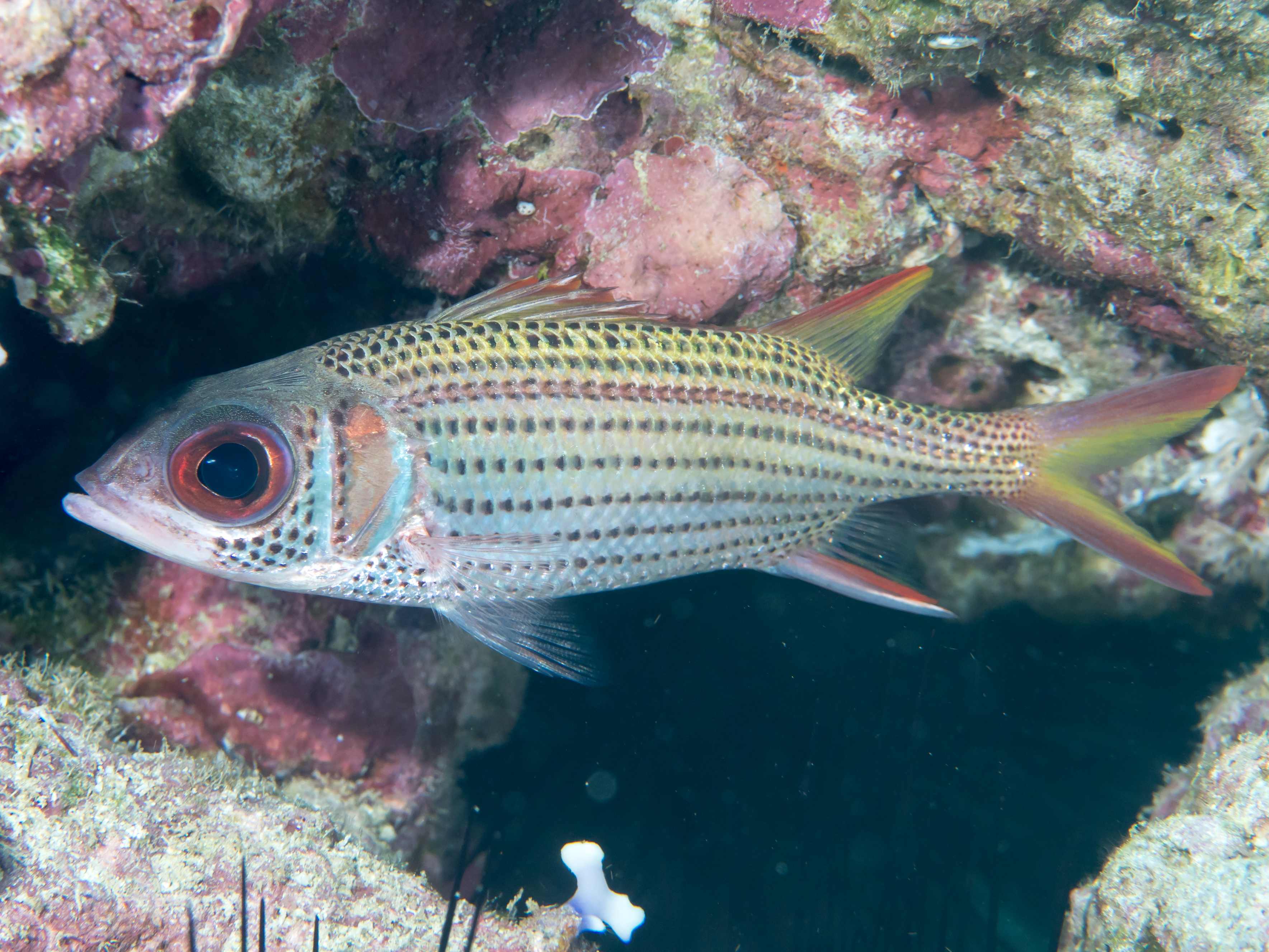
Neoniphon argenteus
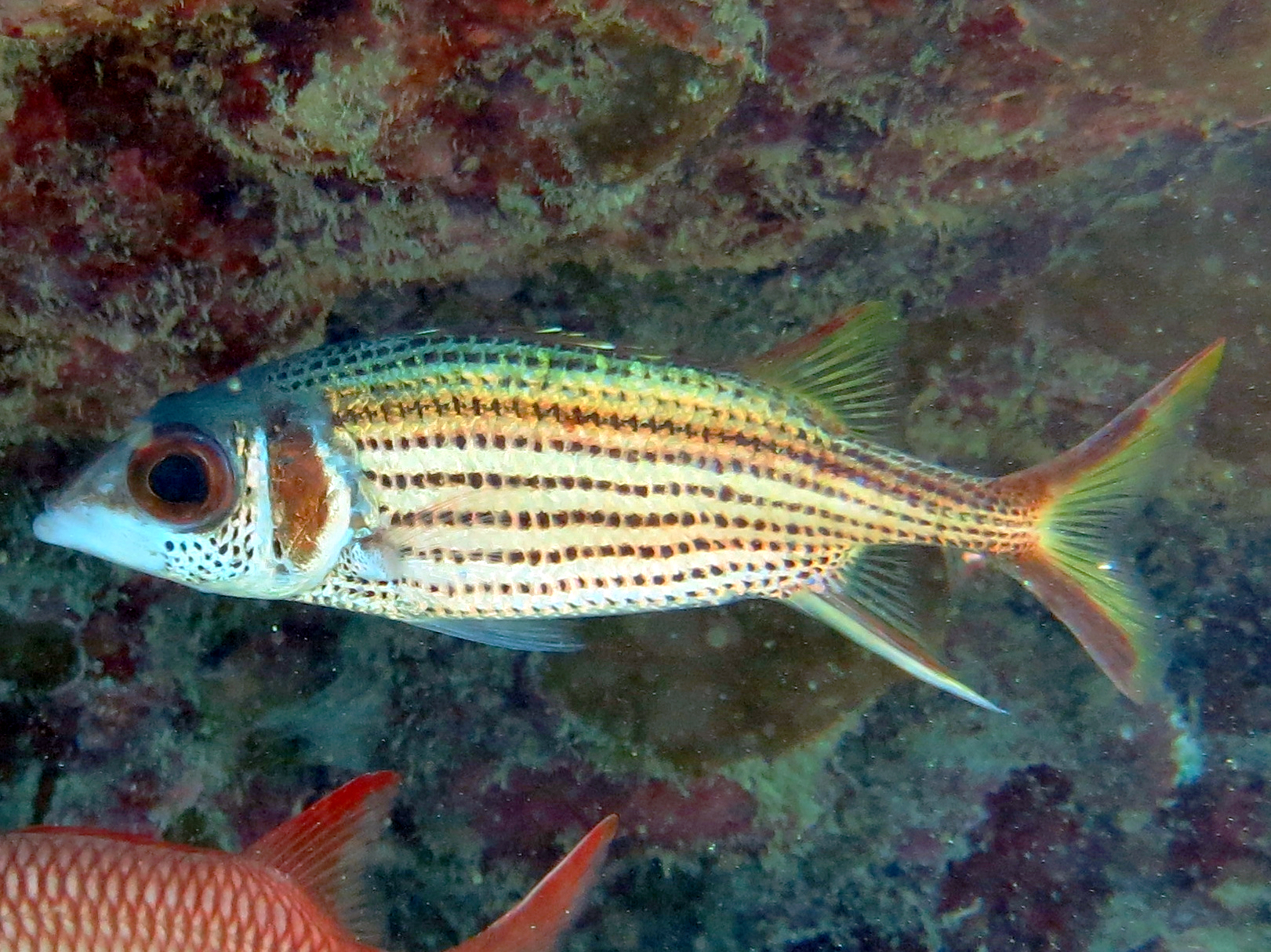
Neoniphon sammara
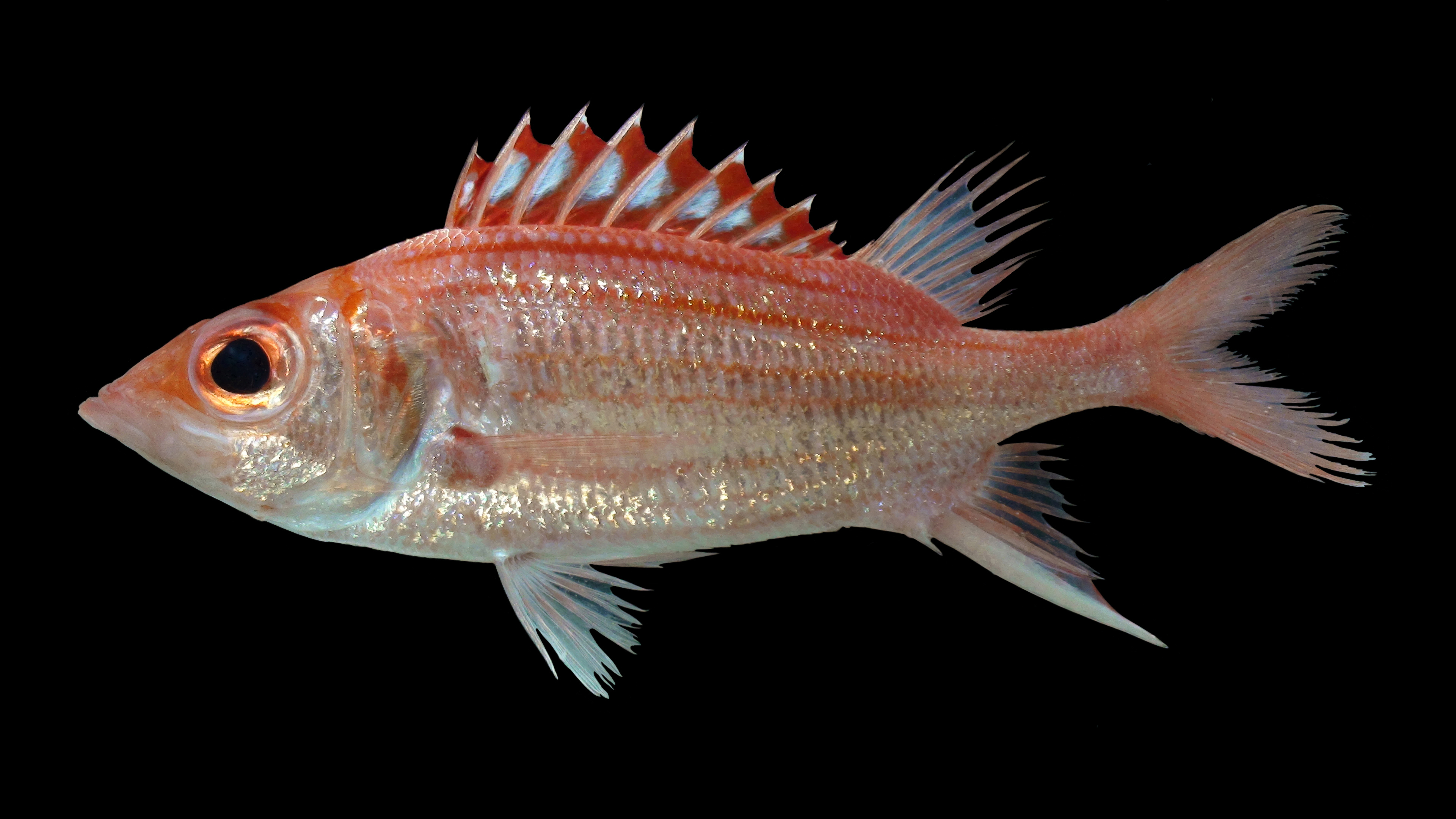
Neoniphon pencei
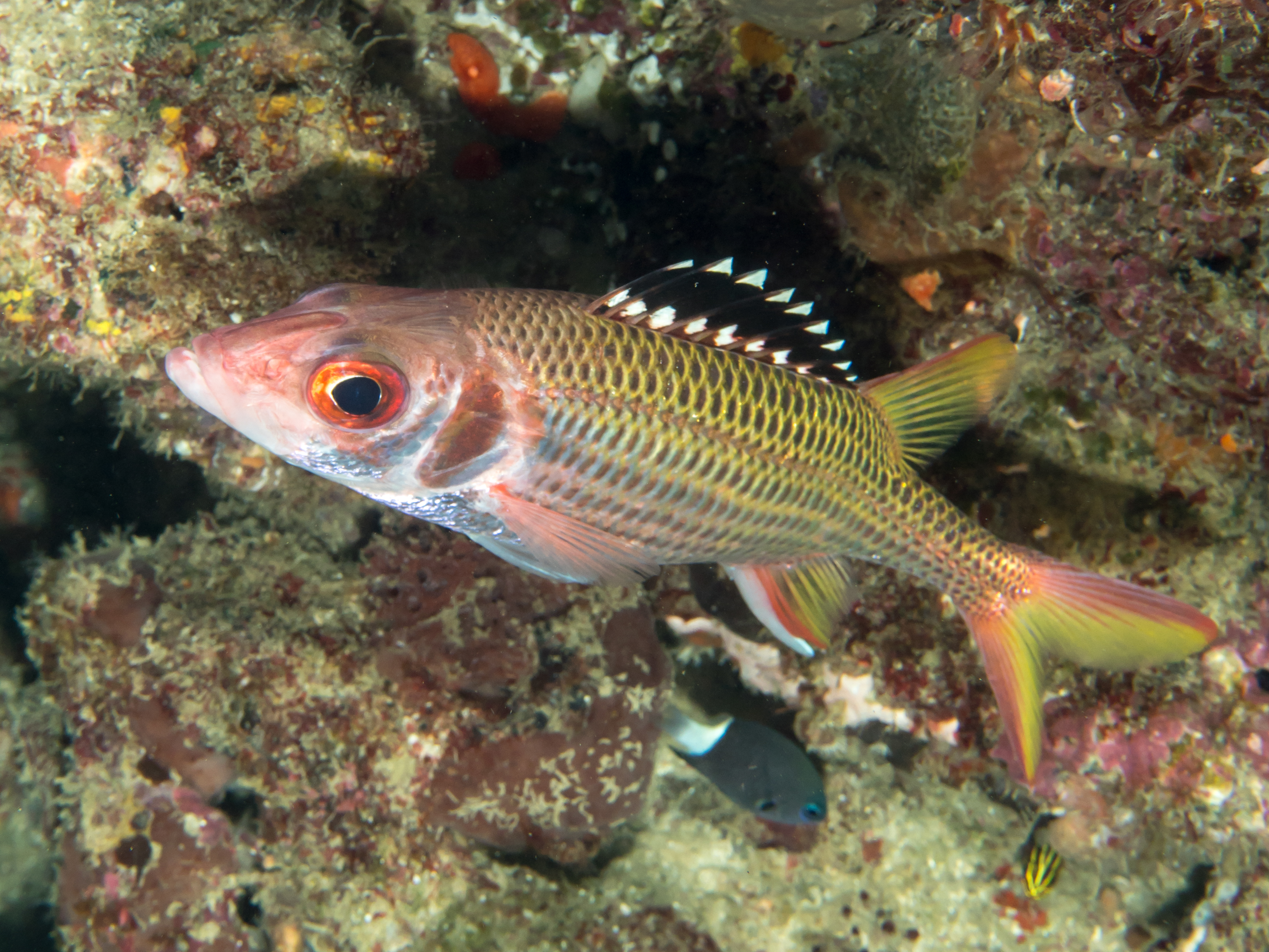
Neoniphon opercularis
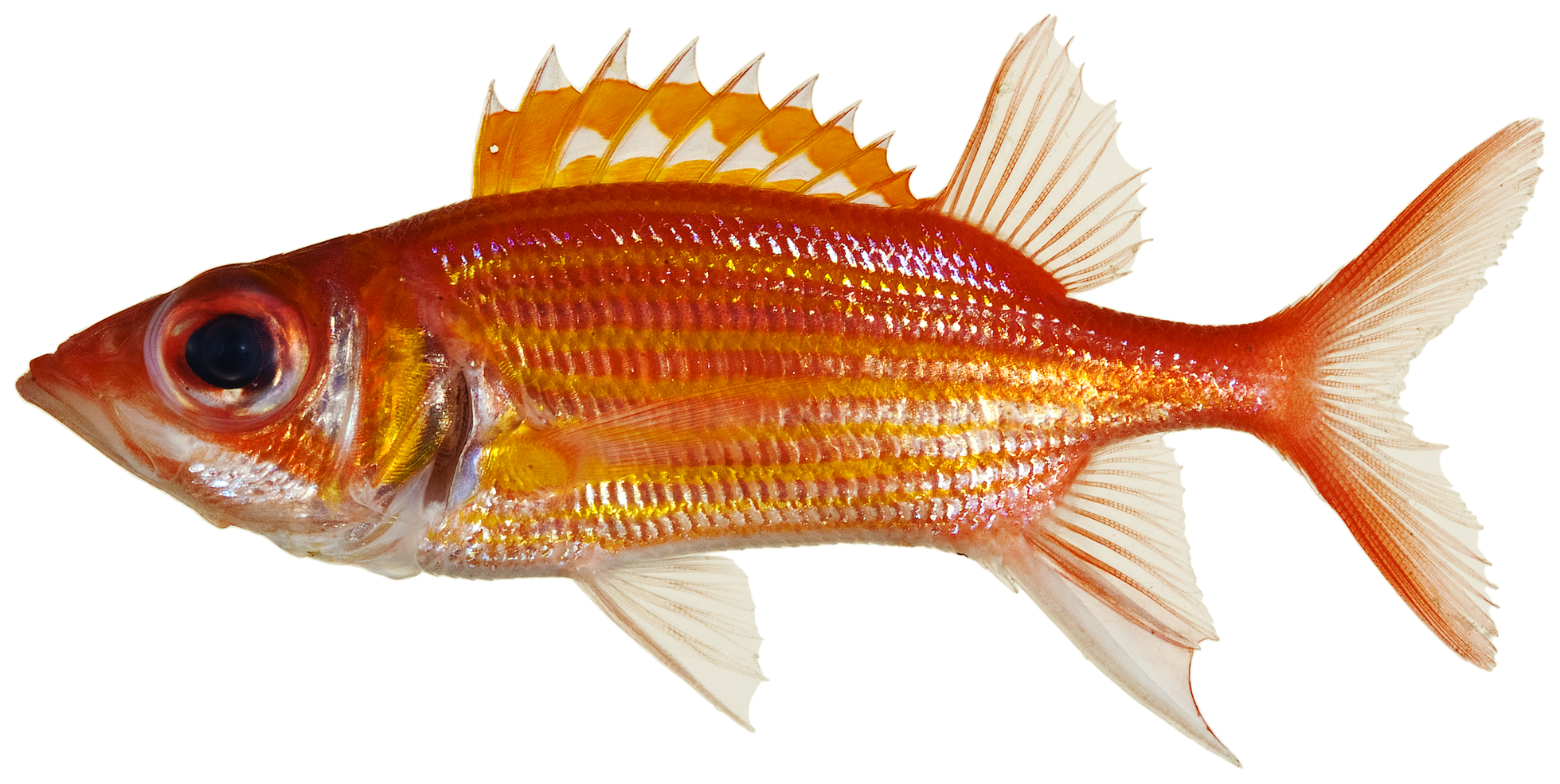
Neoniphon marianus